# Língua gestual das Províncias Marítimas
A Língua Gestual das Províncias Marítimas (no Brasil: Língua de Sinais das Províncias Marítimas) foi uma língua gestual em temos usada pelas comunidades surdas na Nova Escócia, Novo Brunswick e Ilha do Príncipe Eduardo, no Canadá. Embora seja ainda lembrada por surdos mais idosos, actualmente caiu em desuso.
O dialecto agora usado pelos surdos das Províncias Marítimas, derivado da ASL, mostra influência da antiga Língua Gestual das Marinhas.